# Curranosia congoensis
Curranosia congoensis är en tvåvingeart som beskrevs av Zielke 1974. Curranosia congoensis ingår i släktet Curranosia och familjen husflugor.
Artens utbredningsområde är Kongo. Inga underarter finns listade i Catalogue of Life.